# Jan Swerts
Jan Swerts (Antwerpen, 25 december 1820 - Mariënbad, 11 augustus 1879) was een Belgisch schilder.
Jan Swerts, een student van Nicaise De Keyser, maakte zich verdienstelijk voor de monumentale kunst van België door de Belgische overheid er toe te brengen in 1859 een tentoonstelling van kartons van Duitse meesters in Brussel en Antwerpen te organiseren. Hij trok samen met Godfried Guffens naar Italië, waar zij de werken van Michelangelo en Rafael bestudeerden, en naar Duitsland, waar zij de nieuw-Duitse stijl voor muurschilderingen bestudeerden.
Hij maakte samen met Godfried Guffens omvangrijke muurschilderingen met een religieuze en historische inhoud die aansluiten by de richting van de nieuwe Duitse classicisten.  Een werk is te zien in de Sint-Joriskerk te Antwerpen waar zij aan werkten van 1859 tot 1871.

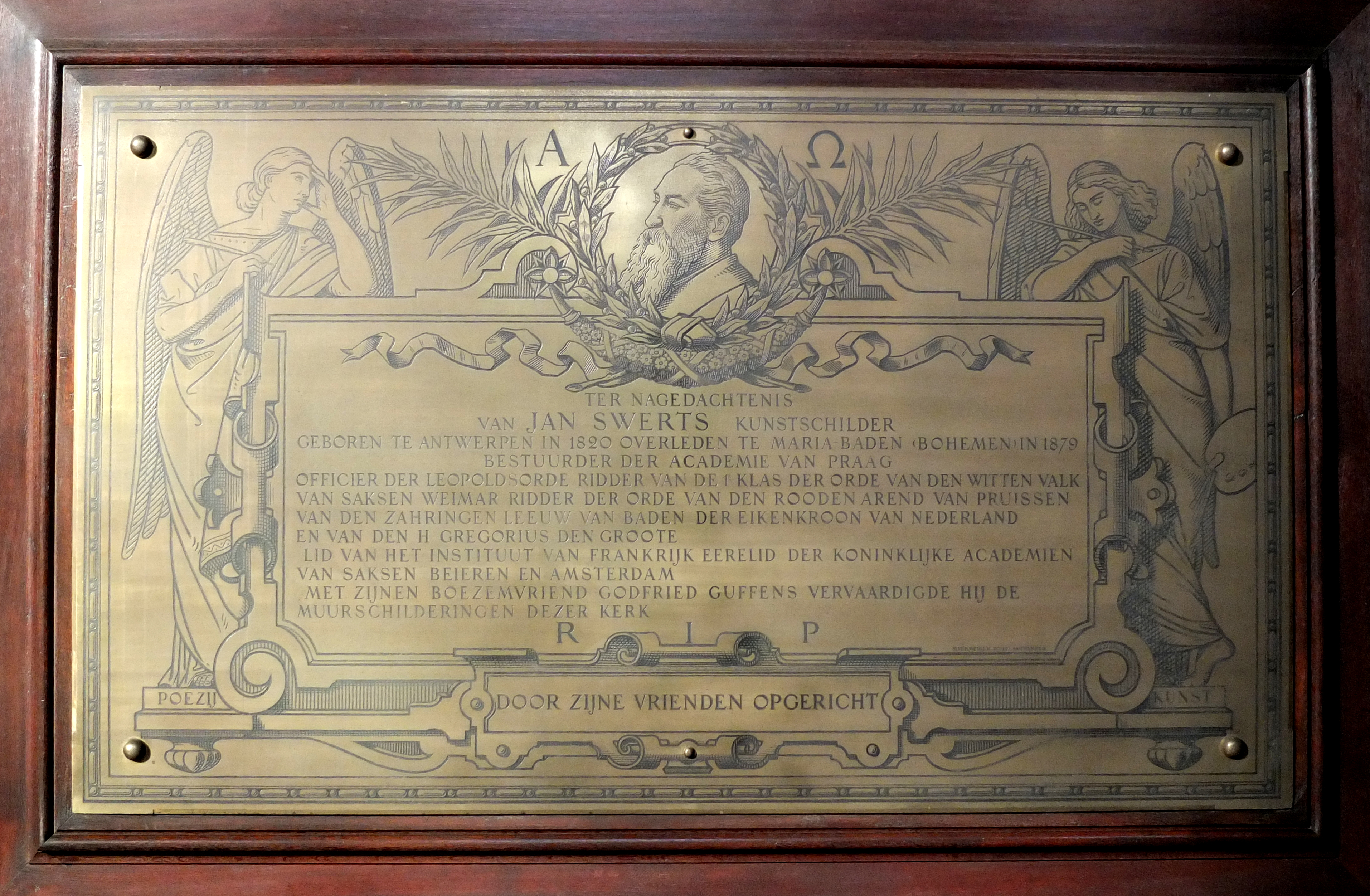
Herinneringsplaquette (Antwerpen)

Vanaf 1874 was hij directeur van de Academie voor Schone Kunsten in Praag.  Hij stierf op 11 augustus 1879 in Mariënbad.

## Enkele werken

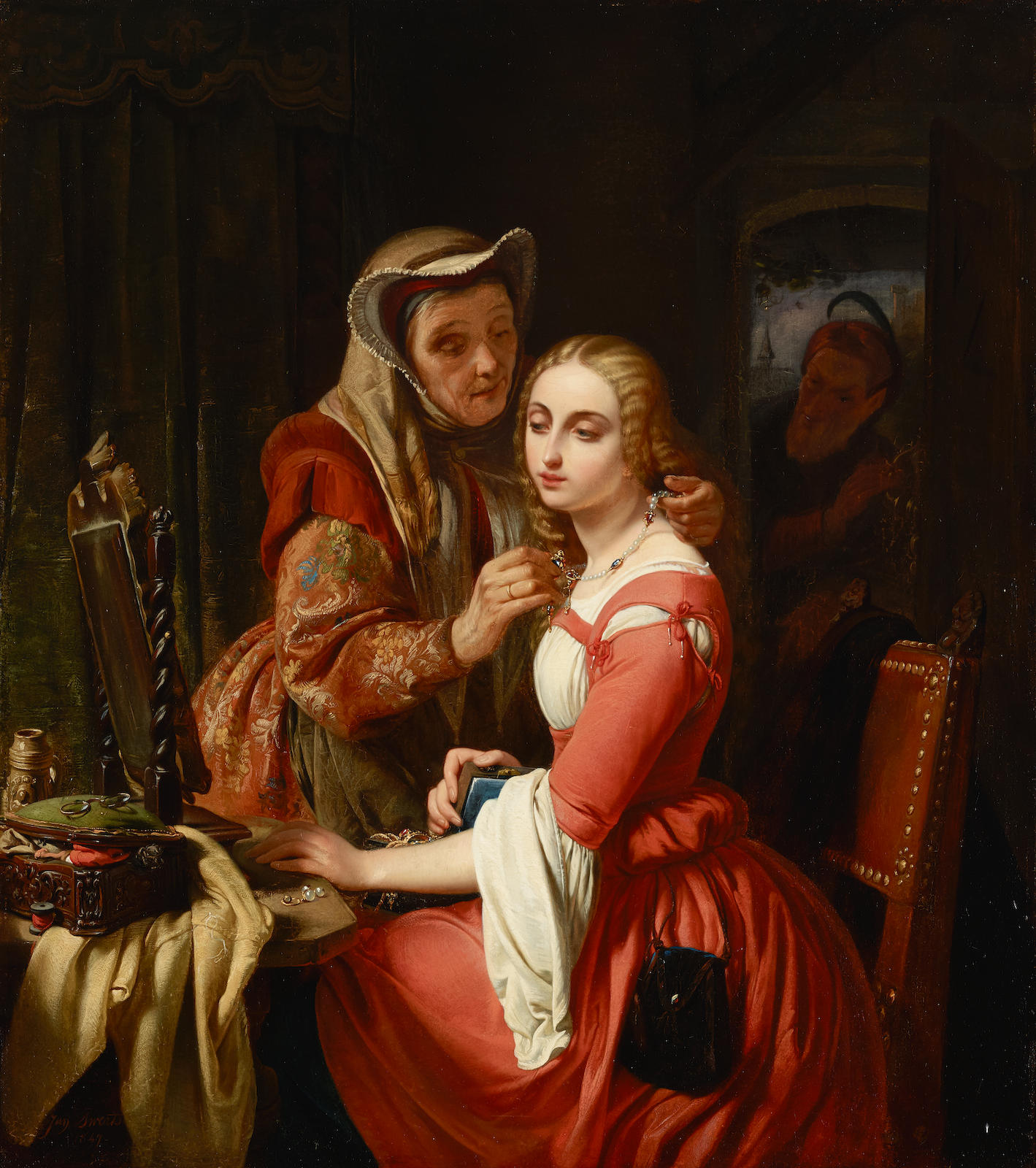
Het halssnoer
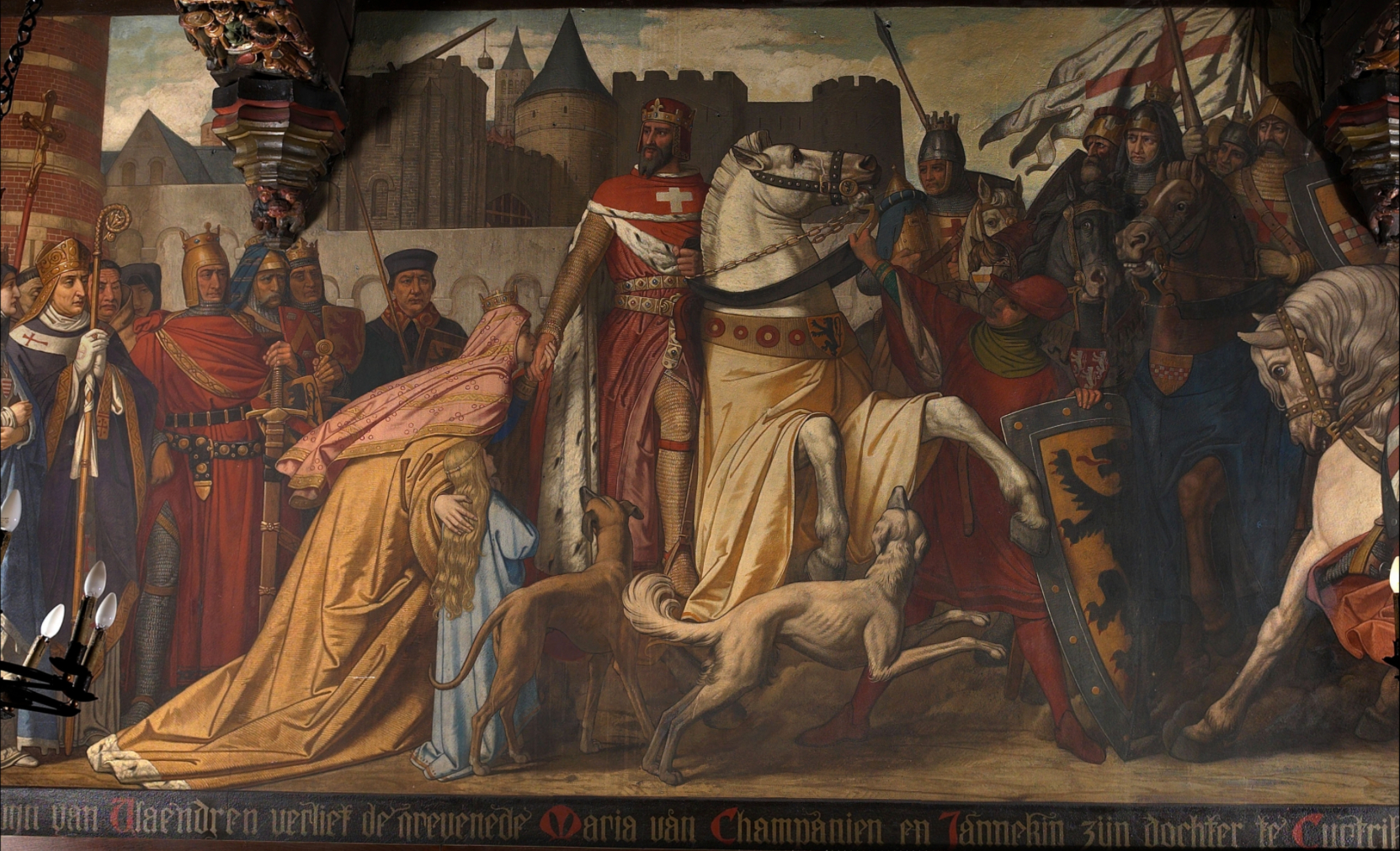
Boudewijn van Vlaanderen (Kortrijk)
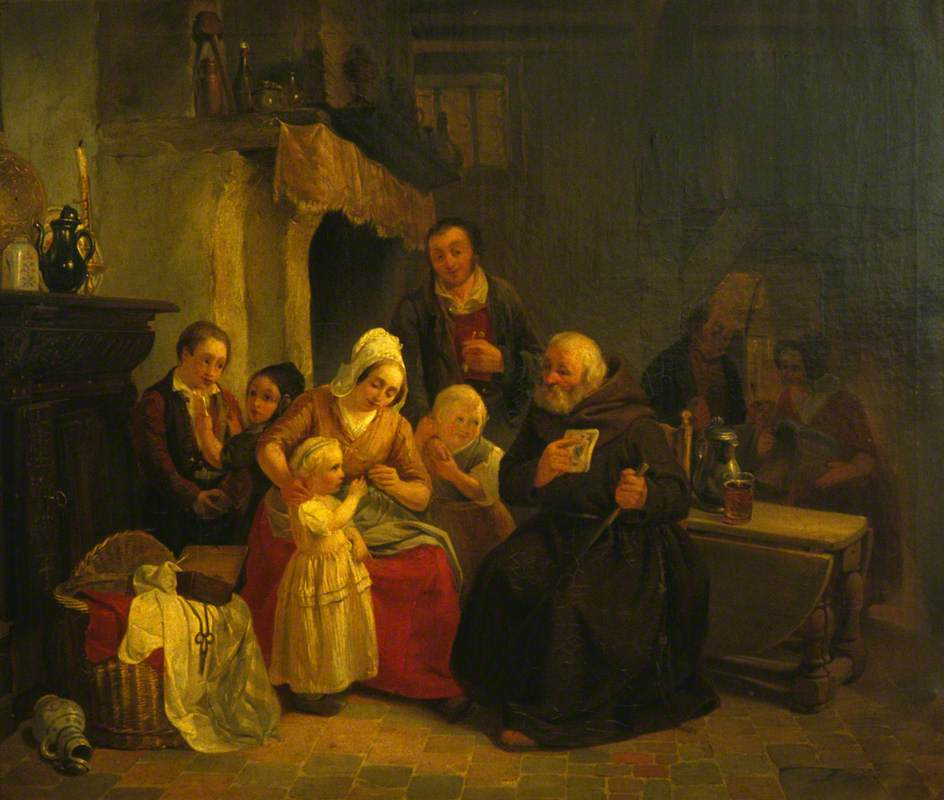
Eerste bijbelles
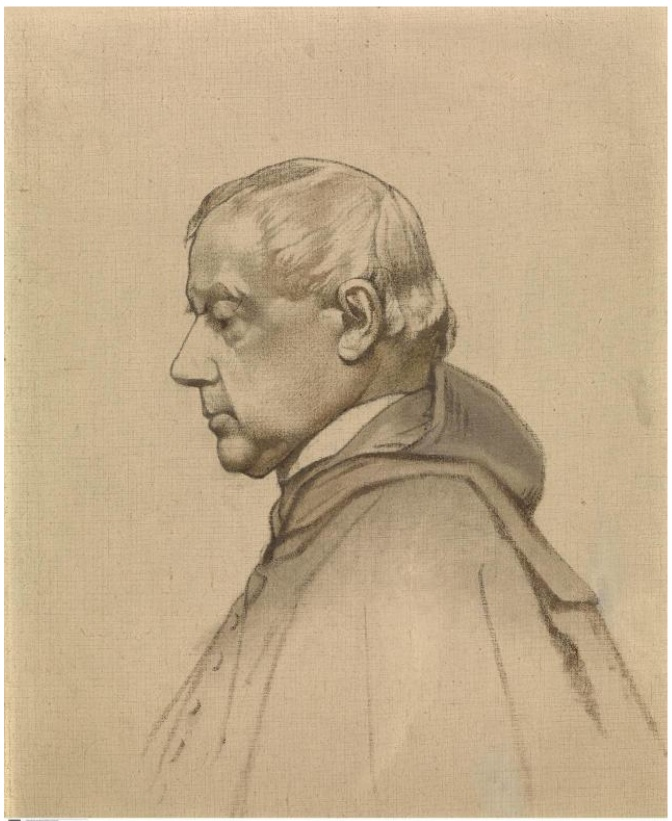
Kardinaal van Schwarzenberg